# Pintaweckelia grandis
Pintaweckelia grandis is een vlokreeftensoort. De wetenschappelijke naam van de soort is voor het eerst geldig gepubliceerd in 1985 door Stock.